# Robert La Follette (1895–1953)
Robert Marion La Follette (ur. 6 lutego 1895 w Madison, zm. 24 lutego 1953 w Waszyngtonie) – amerykański polityk.

## Życiorys
Urodził się 6 lutego 1895 roku w Madison, jako syn Roberta La Follette’a seniora. Po ukończeniu szkół w Madison i Waszyngtonie, w 1913 roku rozpoczął studia na University of Wisconsin-Madison. Jednakże z powodu choroby nie ukończył nauki i nie wziął udziału w I wojnie światowej. Po ich ukończeniu w pracował jako osobisty sekretarz swojego ojca, a w 1925 roku został wybrany do Senatu, obejmując mandat po zmarłym La Follette. Trzy lata później wygrał wybory, z ramienia Partii Republikańskiej. W 1932 roku poparł kandydaturę Franklina Delano Roosevelta na prezydenta i był zwolennikiem reform w zakresie Nowego Ładu. W zakresie polityki zagranicznej był izolacjonistą, przeciwnikiem ustawy lend–lease i poboru w czasie pokoju. W 1934 przeszedł do Partii Postępowej, z ramienia której sprawował mandat senatora do porażki wyborczej w 1946 roku. Pod koniec lat czterdziestych pełnił funkcję doradcy ds. pomocy międzynarodowej w administracji Harry’ego Trumana. Zmarł śmiercią samobójczą 24 lutego 1953 roku w Waszyngtonie.

## Życie prywatne
W 1930 roku poślubił Rachel Wilson Young, z którą miał dwóch synów: Josepha Odena i Bronsona Cuttinga. Jego bratem był Philip La Follette.